# 施夢龍
施夢龍（1536年—？），字伯雨，直隸常州府無錫縣人，民籍，明朝政治人物。

## 生平
嘉靖四十年（1561年）辛酉科應天府鄉試第八十九名舉人。隆慶二年（1568年）中式戊辰科會試第四十七名，二甲第十九名進士。授武定州知州，升户部员外郎，榷税淮西。历官刑部郎中，萬曆九年（1581年）十一月奉命往北直恤刑，有明允之稱。官至江西九江道副使。

## 家族
曾祖施度，通判；祖父施訥；父施隨，母倪氏。具庆下。